# Beatrix van Bourbon (1257-1310)
Beatrix van Bourbon (?, 1257 - Château-Murat, 1 oktober 1310) was het enige kind van Jan van Bourbon en van Agnes II van Bourbon. 
Zij huwde in 1272 met Robert van Clermont (1256-1318), de jongste zoon van Lodewijk IX van Frankrijk.
Na het overlijden van haar moeder in 1287, werd zij vrouwe van Bourbon.
Zij was de moeder van:
- Lodewijk I (1279-1342)
- Blanche (1281-1304), in 1303 gehuwd met Robert VII van Auvergne
- Jan (1283-), baron van Charolais,
- Maria (1285-1372), priorin van Poissy,
- Peter (1287-), geestelijke.
- Margaretha (1289-1309), in 1308 gehuwd met Jan I van Namen (1267-1330)